# XIIIe législature de l'Assemblée nationale populaire
5 mars 2018 - 5 mars 2023
(5 ans)
XIIe XIVe
La XIIIe législature de l'Assemblée nationale populaire est un cycle parlementaire chinois qui s'ouvre le 5 mars 2018, à la suite des élections législatives de 2017 et 2018. 
La législature est prévue pour cinq ans, entre 2018 et 2023, dont est prévue la convocation de plusieurs sessions au cours de cette période, se déroulant chaque année au début du mois de mars, jusque 2023 et la convocation de la XIVe législature.
Lors de l'ouverture de cette nouvelle législature, en mars 2018, les quatre postes clés de l'État sont élus. Le président Xi Jinping est réélu, le vice-président Wang Qishan est élu, le Premier ministre Li Keqiang est réélu et le président du Comité permanent Li Zhanshu également.

## Composition de l'exécutif

### Président de la République populaire

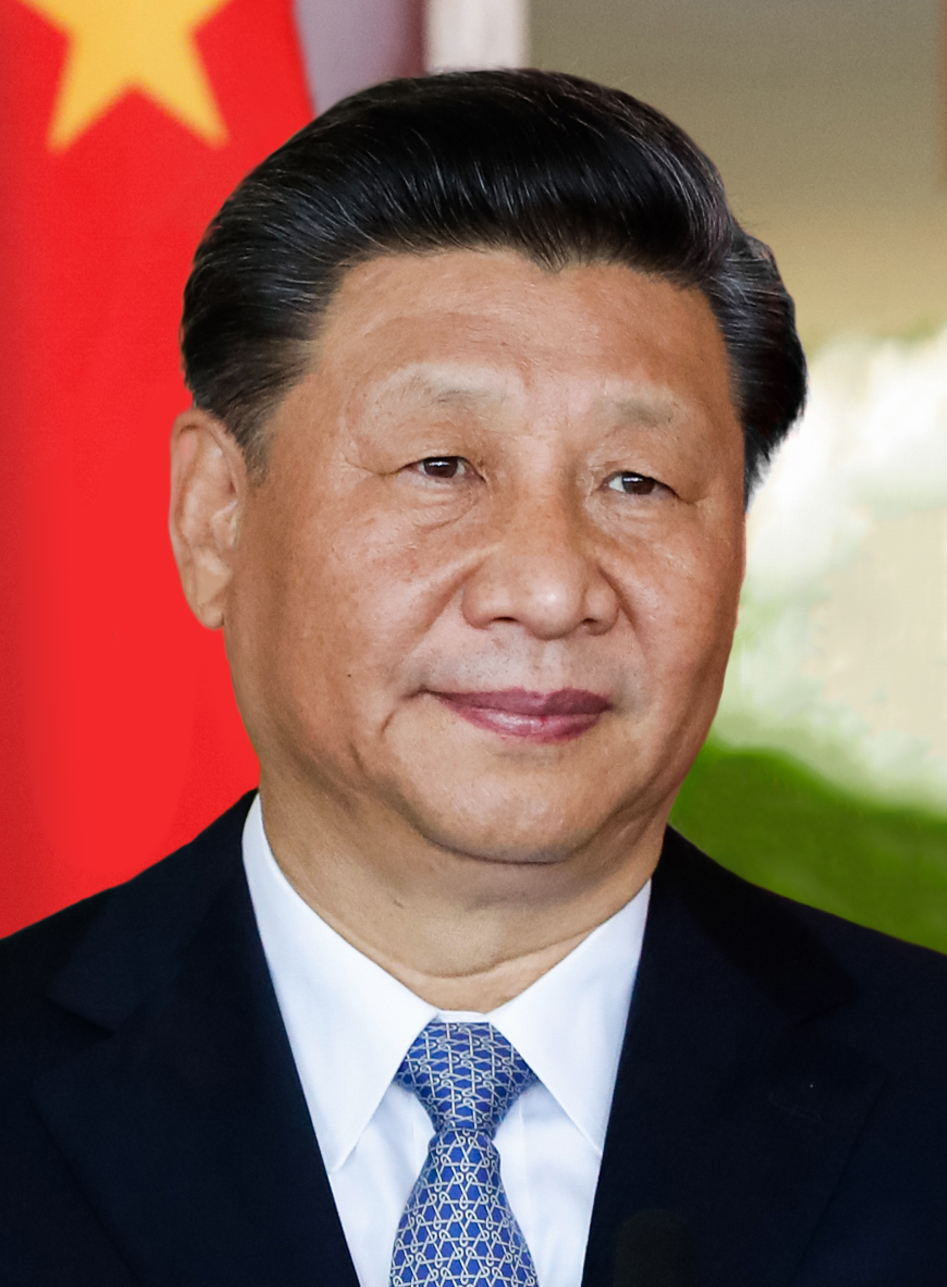
Xi Jinping, président de la République depuis le 14 mars 2013.

### Premier ministre

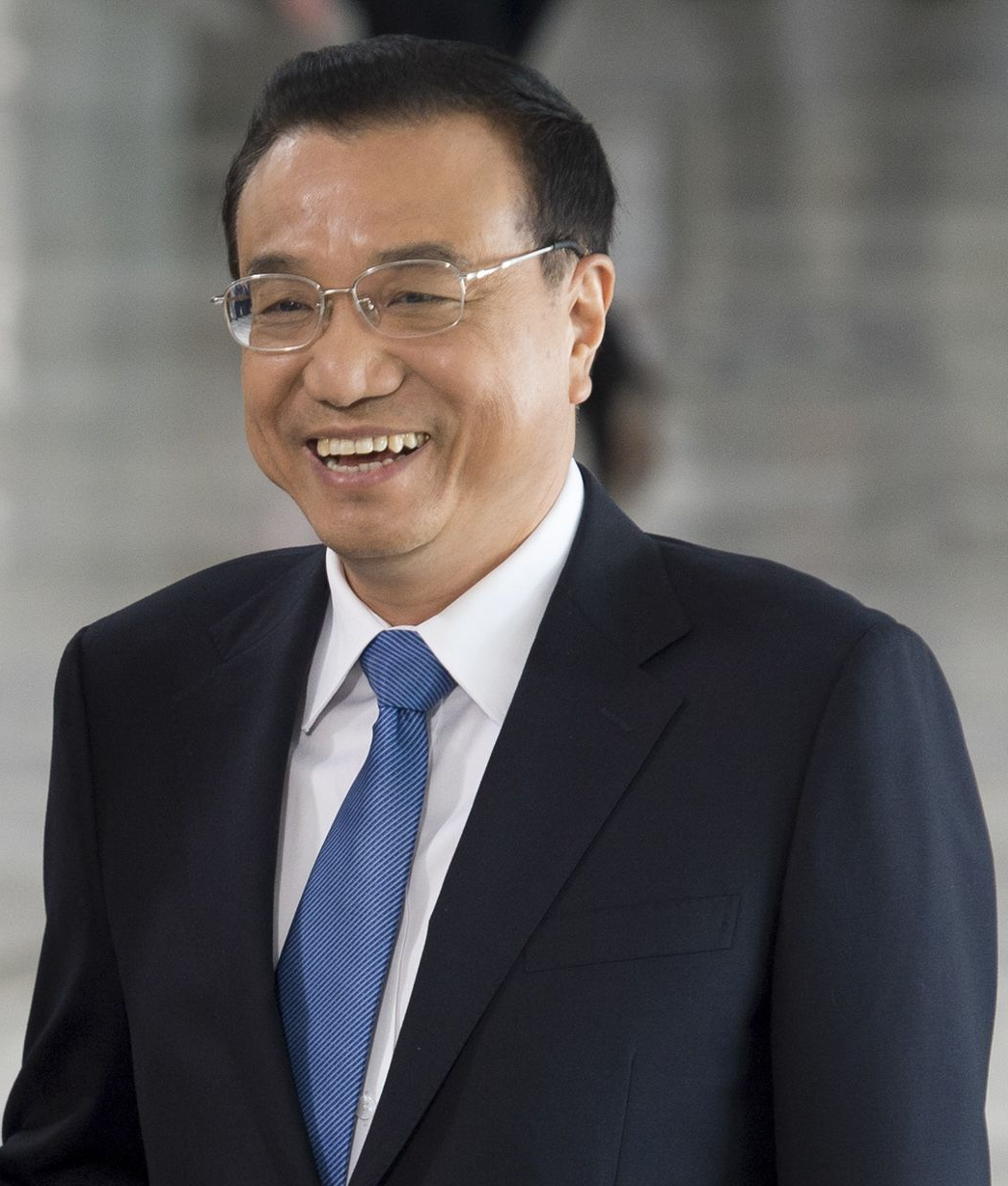
Li Keqiang, Premier ministre depuis le 15 mars 2013.

## Présidence de l'Assemblée
| Fonction | Fonction | Fonction           | No | Nom                 | Groupe parlementaire                                    | Circonscription |
| -------- | -------- | ------------------ | -- | ------------------- | ------------------------------------------------------- | --------------- |
|          |          | Président          | -  | Li Zhanshu          | Parti communiste chinois                                | Jiangxi         |
|          |          | 1er vice-président | 1  | Wang Chen (en)      | Parti communiste chinois                                | Shaanxi         |
|          |          | Vice-président     | 2  | Cao Jianming (en)   | Parti communiste chinois                                | Sichuan         |
|          |          | Vice-président     | 3  | Zhang Chunxian      | Parti communiste chinois                                | Hubei           |
|          |          | Vice-présidente    | 4  | Shen Yueyue (en)    | Parti communiste chinois                                | Fujian          |
|          |          | Vice-président     | 5  | Ji Bingxuan (en)    | Parti communiste chinois                                | Jiangsu         |
|          |          | Vice-président     | 6  | Arken Imirbaki (en) | Parti communiste chinois                                | Xinjiang        |
|          |          | Vice-président     | 7  | Wan Exiang (en)     | Comité révolutionnaire du Kuomintang de Chine           | Henan           |
|          |          | Vice-président     | 8  | Chen Zhu            | Parti démocratique des ouvriers et des paysans de Chine | Ningxia         |
|          |          | Vice-président     | 9  | Wang Dongming (en)  | Parti communiste chinois                                | Sichuan         |
|          |          | Vice-président     | 10 | Padma Choling       | Parti communiste chinois                                | Tibet           |
|          |          | Vice-président     | 11 | Ding Zhongli (en)   | Ligue démocratique de Chine                             | Shanghai        |
|          |          | Vice-président     | 12 | Hao Mingjin (en)    | Association pour la construction démocratique de Chine  | Hubei           |
|          |          | Vice-président     | 13 | Cai Dafeng (en)     | Association chinoise pour la promotion de la démocratie | Jiangsu         |
|          |          | Vice-président     | 14 | Wu Weihua (en)      | Société de Jiusan                                       | Henan           |

## Composition
| Parti | Parti             | Membres | Président         |
| ----- | ----------------- | ------- | ----------------- |
|       | PCC               | 2091    | Xi Jinping        |
|       | Société de Jiusan | 63      | Wu Weihua (en)    |
|       | MJ                | 58      | Cai Dafeng (en)   |
|       | MMZY              | 57      | Ding Zhongli (en) |
|       | Minjian           | 57      | Hao Mingjin (en)  |
|       | NGD               | 54      | Chen Zhu          |
|       | Minge             | 44      | Wan Exiang (en)   |
|       | ZG (en)           | 38      | Wan Gang          |
|       | Taimeng           | 13      | Su Hui (en)       |
|       | Ind.              | 472     | Aucun             |
|       | Vacants           | 33      | Aucun             |

## Première session (2018)

### Amendement de la Constitution

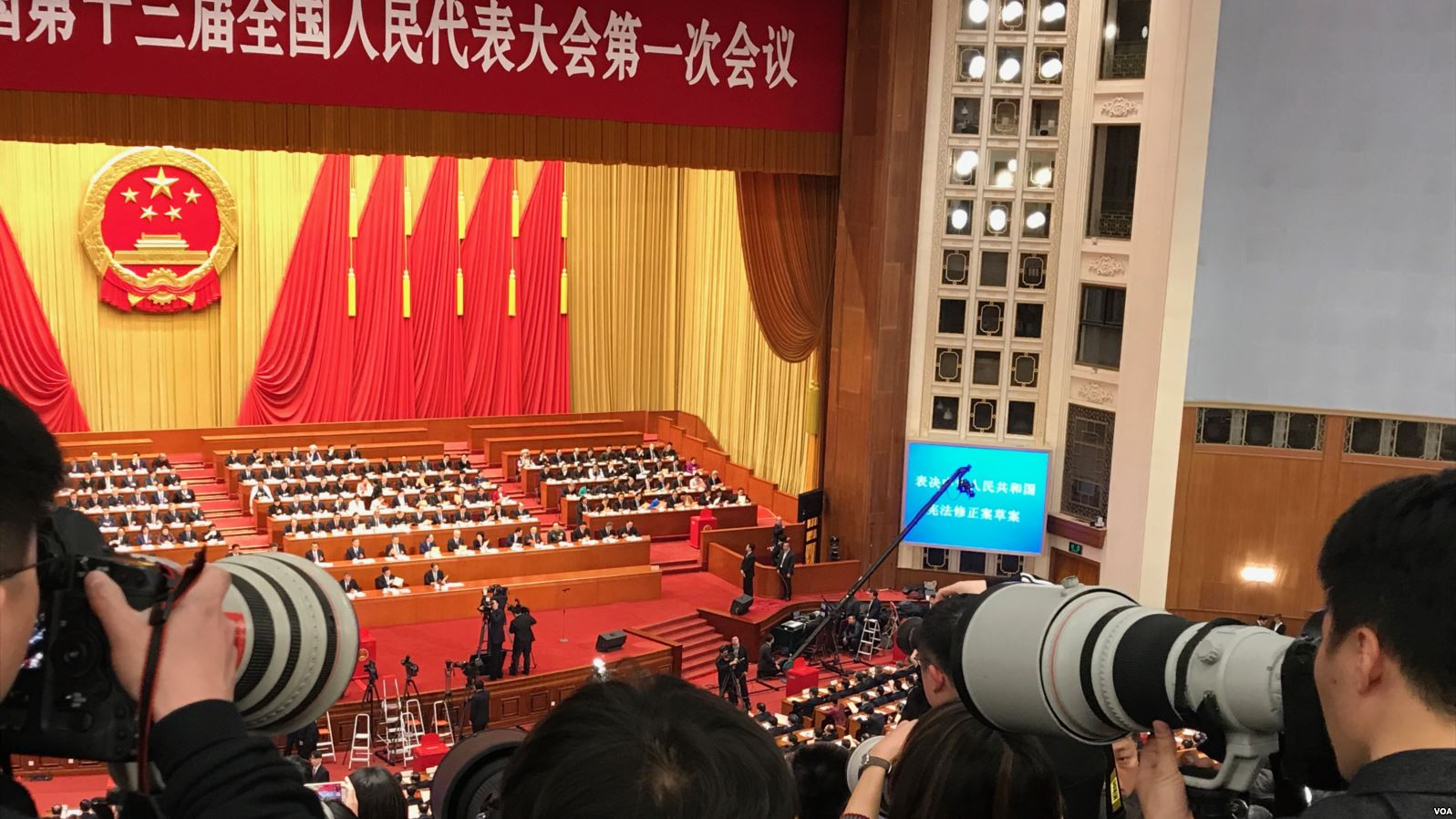
1e session de l'Assemblée nationale populaire entre le 5 et 20 mars 2018.

La première session de la XIIIe législature de l'Assemblée nationale populaire a lieu entre le 5 et 20 mars 2018 au Palais de l'Assemblée du Peuple à Pékin.  
Pour la première fois depuis 2004, au cours de cette session, le Parti communiste chinois souhaite amender la Constitution en inscrivant les « Perspectives scientifiques sur le développement », et surtout la pensée de Xi Jinping dans le préambule. L'autre élément important de cette réforme est la suppression de la disposition selon laquelle le président et le vice-président « serviront pas plus de deux mandats consécutifs » de la Constitution, laissant Xi Jinping libre d'être dirigeant indéfiniment de l'État chinois.
Afin d'adopter cet amendement, il faut un vote à la majorité des deux tiers de tous les membres de l'Assemblée (Article 64 de la Constitution). Le 11 mars 2018, l'Assemblée adopte l'amendement lors de la troisième séance de la session de 2018, avec 2 958 voix pour, deux contre, et trois abstentions.

### Élections

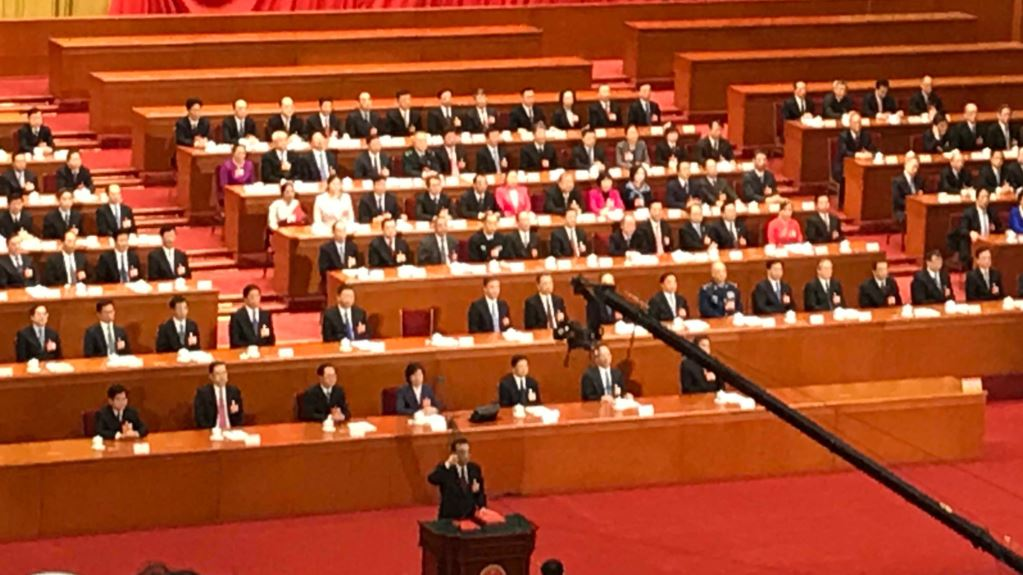
Le 18 mars 2018, Li Keqiang (en bas, au centre) prête serment sur la Constitution, après sa réélection en tant que Premier ministre.

Le 17 mars 2018, Xi Jinping, secrétaire général du Parti communiste chinois est réélu à l'unanimité en tant que président de la république populaire de Chine, tandis que Li Zhanshu est élu pour la première fois à l'unanimité en tant que président du Comité permanent de l'Assemblée nationale populaire.
Le lendemain, le 18 mars 2018, Li Keqiang est nommé premier ministre par Xi Jinping, et est élu à l'unanimité par l'Assemblée nationale populaire.
Li Keqiang nomme la composition de sa seconde administration et ses vice-premier ministres, c'est-à-dire Han Zheng, Sun Chunlan, Hu Chunhua et Liu He. Ils sont approuvés par l'Assemblée le 19 mars 2018.

## Seconde session (2019)
La seconde session de la XIIIe législature de l'Assemblée nationale populaire a lieu entre le 8 et 20 mars 2019 au Palais de l'Assemblée du Peuple à Pékin.  
Au cours de la seconde session, le président du comité permanent Li Zhanshu présente le rapport d'activité annuelle du comité. Le vice-président du comité Wang Chen (en) présente également le projet de loi sur la Loi sur les investissements étrangers de la république populaire de Chine.
Lors du rapport d'activité du gouvernement, présenté par le Premier ministre Li Keqiang, il évoque une réduction de l'objectif de croissance du PIB à 6 à 6,5%, notamment en raison de la guerre commerciale entre les États-Unis et la Chine, un endettement déjà élevé et de goulot d'étranglement pour le financement des entreprises privées.

## Troisième session (2020)
La troisième session de la XIIIe législature de l'Assemblée nationale populaire, qui devait initialement se tenir en mars 2020, qui est reportée en raison de la pandémie de Covid-19 en Chine, s'est tenue entre le 22 et 28 mai 2020 dans des conditions très particulières.
Cette session est appelée par le régime chinois comme la réunion des « deux sessions », puisque l'Assemblée nationale populaire et Conférence consultative politique du peuple chinois sont les deux institutions convoquées.
En raison de la crise sanitaire, la session ne dure qu'une semaine, contre deux habituellement durant les précédentes sessions. Les milliers de députés présents ont également été tous testés et placés à l'isolement avant la convocation, et la plupart des évènements avec les journalistes se sont déroulés lors de conférence en ligne.
Lors de la remise de son rapport de travail du gouvernement devant l'Assemblée, le premier ministre Li Keqiang n'annonce pas, contrairement aux précédentes sessions, d'objectif sur le PIB. Cependant, il annonce une augmentation de 6,6% des dépenses militaires.

### Loi sur la sécurité nationale
Le 22 mai 2020, l'Assemblée nationale populaire approuve une décision autorisant le NPCSC à promulguer une Loi sur la sécurité nationale de Hong Kong, si Hong Kong ne « légiférait pas la loi sur la sécurité nationale conformément à la Loi fondamentale dans les plus brefs délais ».
La décision autorise le NPCSC à promulguer des lois pour « un système juridique solide » sur le territoire hongkongais, et interdit la sédition, la sécession et la subversion envers le gouvernement de Pékin. Un député de la NPCSC affirme que les dispositions législatives de l'article 23 doivent encore être adoptées d'ici août 2021.
Après l'adoption de la décision, les citoyens de Hong Kong ont commencé à chercher des moyens d'émigrer, estimant que la loi porterait fondamentalement atteinte à leurs droits d'expression et de liberté. Dix fois le nombre habituel de recherches sur le Web concernant l'émigration a été enregistré après l'annonce de la décision. À la suite de l'annonce britannique de l'ouverture vers la citoyenneté britannique aux Hongkongais nés sous la domination britannique, un regain d'intérêt pour les propriétés au Royaume-Uni, en Australie et au Canada s'est produit,.

## Quatrième session (2021)
La quatrième session de la XIIIe législature de l'Assemblée nationale populaire s'est tenue entre le 5 et 11 mars 2021 au Palais de l'Assemblée du Peuple à Pékin, soit une nouvelle fois d'une durée d'une semaine.
Comme lors de la troisième session, il y a la réunion des « deux sessions », puisque l'Assemblée nationale populaire et Conférence consultative politique du peuple chinois sont les deux institutions convoquées.
En raison de la pandémie de Covid-19, l'Assemblée a tenue sa session à huis clos, avec l'interdiction des journalistes d'y assister, et comme lors de la session précédente, les de députés ont été testé et isolés et les évènements avec les journalistes se sont déroulés lors de conférence en ligne.
Lors de la remise de son rapport de travail du gouvernement, le premier ministre Li Keqiang annonce, évoqué comme « conservateur » par rapport aux années précédentes, un objectif de croissance du PIB de 6%, bien qu'aucun objectif à partir de 2020 n'ait pas été fixé en raison du Covid-19.
l'Assemblée nationale populaire, lors de cette session, examine le 14e plan quinquennal. Selon le journal Foreign Policy, le plan est évoqué comme ne pouvant répondre aux inégalités régionales et structurelles en Chine, avec un risque d'accroitre les inégalités économiques. De plus, la Chine fait face à une faible natalité, en baisse de 15%, un taux de mariage en baisse , des taux de divorce en hausse et freins financiers d'avoir plus d'un enfant. En conséquence, Li Keqiang s'est engagé à « travailler pour atteindre un taux de natalité approprié ».
Selon l'Institut du développement durable et des relations internationales, ce 14e plan quinquennal ne parviendrait pas à atteindre l'objectif de neutralité carbone à 2060, fixé par Xi Jinping, puisqu'il n'évoque que de premiers ébauches des orientations du plan, et ne donne aucun projet ou objectifs à l'échelle structurelle et provinciale.

## Cinquième session (2022)
La cinquième session de la XIIIe législature de l'Assemblée nationale populaire s'est tenue entre le 5 et 11 mars 2022 au Palais de l'Assemblée du Peuple à Pékin, soit pour la troisième fois d'une durée d'une semaine.
Le 5 mars 2022, lors de la remise du rapport de travail du gouvernement devant l'Assemblée, le premier ministre Li Keqiang réduit à nouveau les attentes quant à la croissance du PIB, avec un objectif de 5,5% contre 6% en 2021. Le PIB durant l'année précédente eut une croissance de 8,1%, due à l'effet d'un rattrapage à la suite des ralentissements de la production causée par la Covid-19. Ce rythme de croissance prévu en 2022 serait le plus faible depuis les années 1990.
Néanmoins, dans le contexte de l'invasion de l'Ukraine par la Russie, que la Chine refuse de condamner en raison de l'amitié et des liens avec la Russie, le premier ministre annonce une hausse du budget militaire, à 7,1% soit la plus forte progression depuis 2019 (+7,9%).
l'Assemblée décide également lors de cette session une plus grande représentation des minorités ethniques (fixée à 12%) et évoquant la nécessité d'avoir davantage de femmes élues lors de la XIVe législature, fixée à janvier 2023. Néanmoins, cette réforme quant aux femmes n'est évoqué uniquement comme un « principe », avec aucune mesure.